# 慶風高等学校
慶風高等学校（けいふうこうとうがっこう）は、和歌山県海草郡紀美野町にある。私立の通信制高校。

## 沿革
- 2005年4月 - 和歌山県内初の私立通信制高校として開校。旧美里町立国吉中学校の跡地に設置された[1]。

## アクセス
- JRきのくに線海南駅から大十オレンジバスの「登山口」行き乗車、終点「登山口」から紀美野町コミュニティバス「ふれあい号」高野線に乗換え、「国吉田」下車。「ふれあい号」は便数が少ないので時刻に注意。
- 阪和自動車道海南東ICから、国道370号を東へ約25km。